# YAFFS
YAFFS（全称：Yet Another Flash File System）是由Aleph One公司所發展出來的NAND Flash 嵌入式檔案系统。
在YAFFS中，最小儲存單位為一個Page，檔案內的數據是儲存在固定512 bytes的Page中，每一個Page亦會有一個對應的16 bytes的Spare(OOB,Out-Of-Band)。YAFFS採用Tree Node Structure，由多個Tree Node（Tnode）所組成，Tnode又分成Internal Tnode與Lowest-Level Tnode，其中Internal Tnode由8個Pointers所組成，Lowest-Level Tnode由16個Entries所組成，其時間複雜度（Time Complexity）相當於O(log N)，故位址轉換時間較迅速。一旦Flash Memory掛載（mount）之時，YAFFS會為每個檔案在RAM中建立一個Tree, 並隨時提供Chunk（即Page, 由yaffs_Object所配置），可是 YAFFS並未完全實作耗損平均技術（wear-leveling）演算法，因此還是會造成部份的Block過度存取。
目前YAFFS在將Data寫入Flash Memory時會執行Garbage Collection，YAFFS Garbage Collection分成兩種Mode：Aggressive Mode及Passive Mode, 而且找尋Dirtiest Block（最多Invalid Chunk）及尋找Empty Block都是透過Linear Search的方式（JFFS2是Link List的方式）。YAFFS2不再使用Partial Page Programming（YAFFS仍使用）。

## YAFFS2
YAFFS2 是Aleph1的工程師Charles Manning 开发的NAND Flash 文件系统。YAFFS1和YAFFS2 主要差異還是在於page 讀寫 size的大小，YAFFS2可支援到2K per page, 遠高於YAFFS的512 bytes, 因此對大容量NAND Flash更具优势。其他與YAFFS1不同的是, YAFFS2不再寫spare area, sequenceNumber 用29 bits 表示。Yaffs2還擁有YAFFS1所缺乏的SuperBlock, 因此YAFFS1嚴重依賴檔案系統的read_super。
目前YAFFS 和YAFFS2 皆遵守GNU GPL開放原始码。Android 採用yaffs2作為MTD NAND flash檔案系統，位於fs/yaffs2/目錄下。

## 外部連結
- 官方網站
- Introducing YAFFS, the first NAND-specific flash file system
- Unyaffs （页面存档备份，存于）: A simple program to unpack YAFFS2 images.